# Jökulsárlón
Jökulsárlón es el mayor y más conocido lago glaciar de Islandia. Está situado en el extremo sur del glaciar Vatnajökull, entre el Parque nacional Skaftafell y la ciudad de Höfn. Apareció por primera vez en 1934-1935 y en 1975 pasó de 7,9 km² a los actuales 18 km², debido a la acelerada fusión de los glaciares islandeses. Tiene una profundidad máxima de aproximadamente 200 m, lo que lo convierte probablemente en el segundo lago más profundo de Islandia.
Una de sus características más llamativas es que se encuentra lleno de icebergs, que se desprenden de la lengua del glaciar Breiðamerkurjökull. Esto hace de Jökulsárlón probablemente el lugar del mundo en el que es más sencillo para acceder a un iceberg.
Desde su orilla es habitual poder avistar focas y aves marinas, especialmente charranes árticos y skuas, grandes gaviotas que anidan en el suelo en los alrededores del lago y que ocasionalmente pueden ser agresivas.
Jökulsárlón está separado del mar por una corta distancia, por lo que la acción combinada del glaciar, el río que vacía el lago (de sólo 1,5 km de recorrido) y el océano podrían llegar a transformarlo en un entrante de mar. Existen planes para evitar esta situación, ya que la única carretera de la zona atraviesa el estrecho istmo. 
Esta carretera no es otra sino Hringvegur o carretera nº 1, con lo que es una parada obligada para los autobuses entre Höfn y Reikiavik o para los viajeros en su camino hacia el norte. 
Cerca de Jökulsárlón existen otros dos lagos glaciares, Fjallsárlón y Breiðárlón.

## En los medios

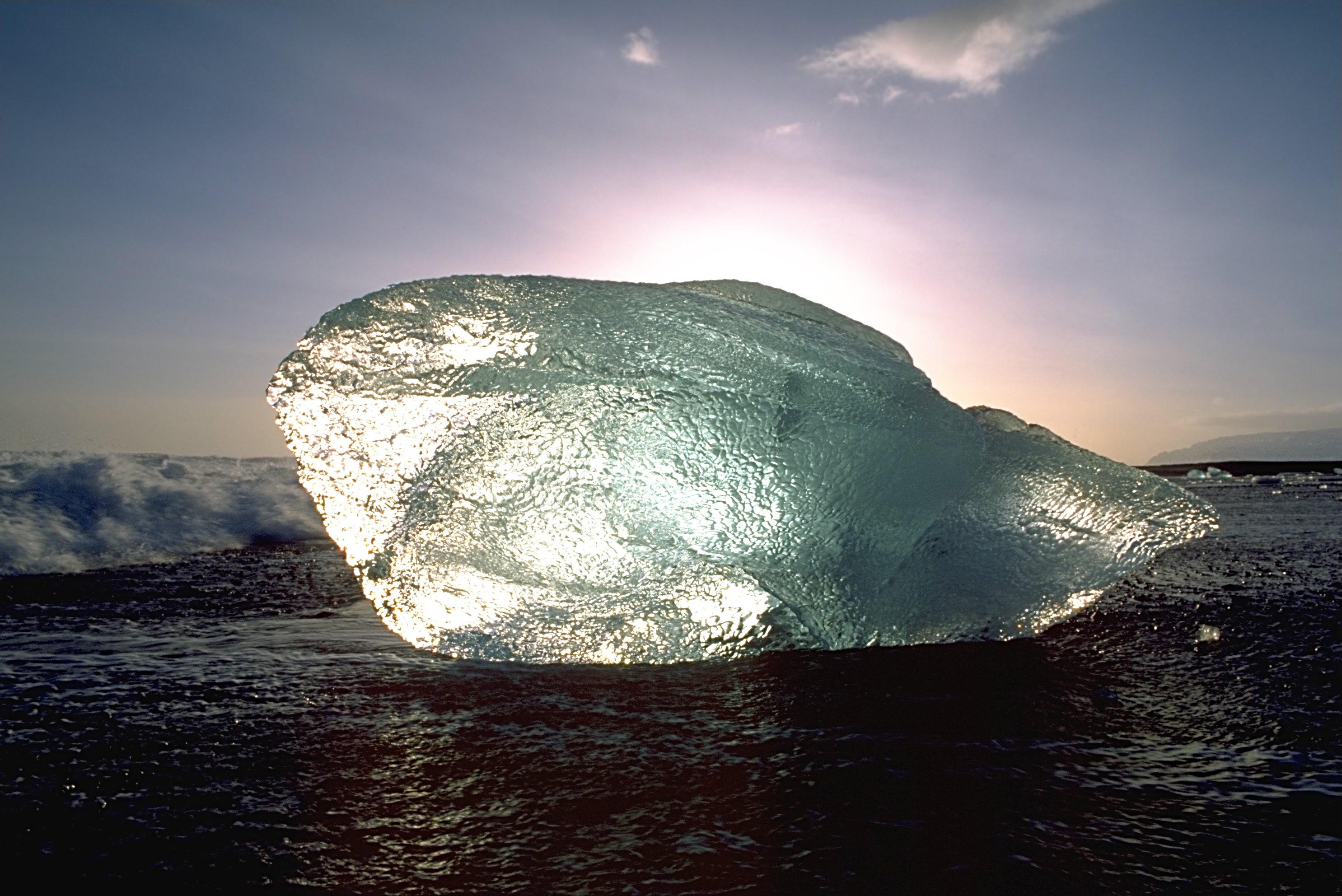
Un bloque de hielo en la playa cercana a Jökulsárlón.

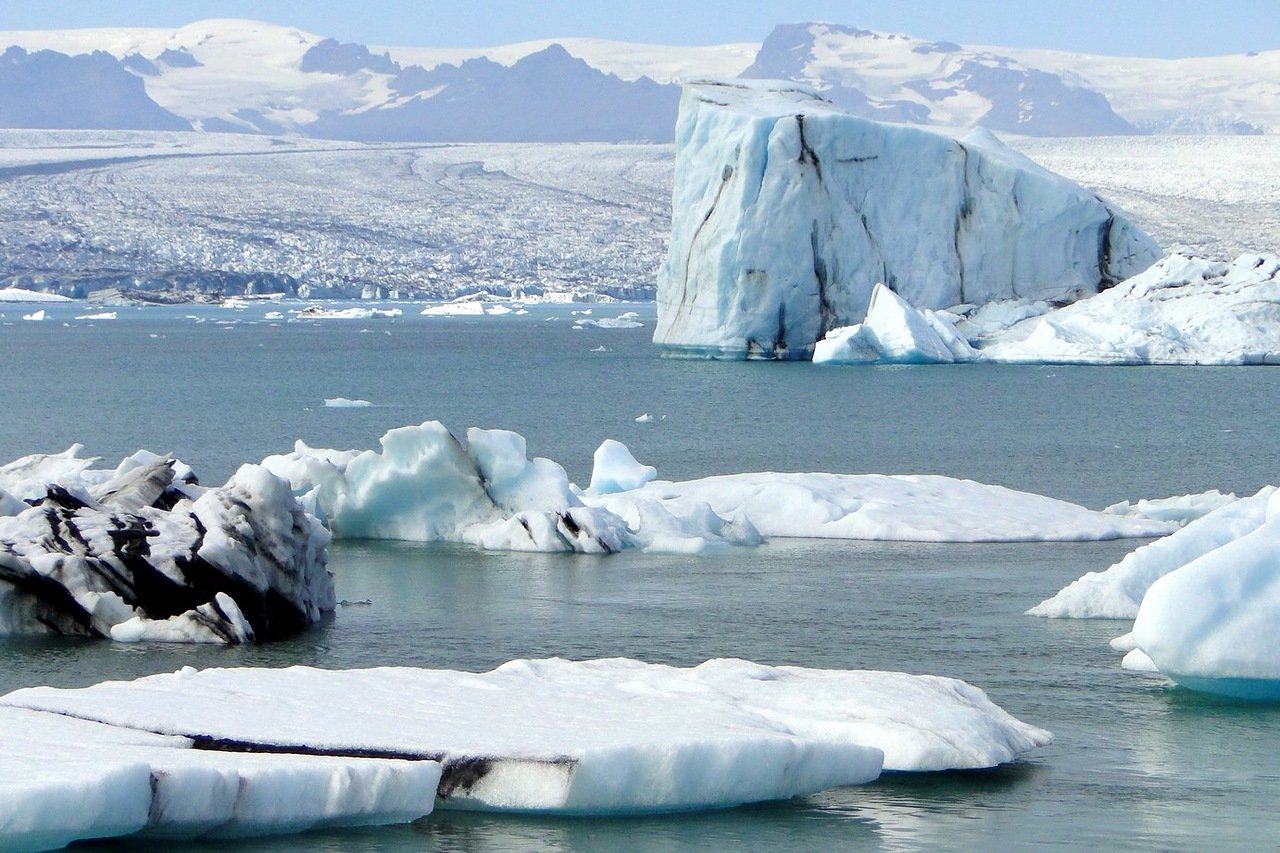
Jökulsárón, vista general

Debido a su belleza, Jökulsárlón ha sido escogido como escenario de Beowulf & Grendel, Tomb Raider, Die Another Day, Batman Begins y Panorama para matar. 
El lago fue un waypoint durante la primera etapa de The Amazing Race 6. 
El programa de radio americano Buenos días América se emitió en directo desde Jökulsárlón el 13 de noviembre de 2006.
En Jökulsárlón se grabaron escenas del videoclip del cantante canadiense Justin Bieber "I'll show you", de su álbum "Purpose", publicado en noviembre de 2015.[cita requerida]